# 150 aC
El 150 aC  va ser un any del calendari romà prejulià. Durant la República i l'Imperi Romà es coneixia com l'Any del Consolat de Flaminí i Balb o també any 604 Ab urbe condita o de la fundació de la ciutat). L'ús del nom «150 aC» per referir-se a aquest any es remunta a l'alta edat mitjana, quan el sistema Anno Domini va ser el mètode de numeració dels anys més comú a Europa.

## Esdeveniments

### Regne del Pont
- Mitridates V Evergetes, succeïx a Mitridates IV com a rei de Pont. Continua l'estratègia de mantenir una aliança amb els romans que va iniciar seu predecessor.[2]

### Imperi Selèucida
- Alexandre I Balas, que presumeix de ser el fill del difunt Antíoc IV Epífanes, després d'una rebel·lió al seu favor a Antioquia on mor l'altre pretendent, Demetri I Soter obté el tron de l'Imperi Selèucida, amb el suport del senat romà, de Pèrgam i de Ptolemeu VI Filomètor. El nou rei es casa amb Cleòpatra Tea.[3]

### Antiga Grècia
- Menàlcides, un aventurer espartà, general de la Lliga Aquea subornat amb deu talents, porta a la Lliga a ajudar a la ciutat d'Oropos contra Atenes. Per la meitat dels diners aconsegueix el suport de Cal·lícrates de Leòntion, però Oropos no rep una ajuda efectiva. Menàlcides no obstant cobra la quantitat convinguda i es nega a pagar a Cal·lícrates, que l'acusa de voler entregar Esparta a Roma en lloc de a la Lliga, però Menàlcides s'escapa del perill per la protecció de Dieu, estrateg de la Lliga Aquea al que suborna amb tres talents.[4]

### República Romana
- Aquest any són elegits cònsols Tit Quinti Flaminí i Mani Acili Balb.[5]
- Flaminí erigeix un temple a la Pietas ('Pietat') en el lloc on hi havia abans una presó, on una filla havia donat un notable exemple de pietat cap a la seva mare.[6]

### Cartago
- Comença la tercera Guerra Púnica entre Roma i Cartago. Massinissa de Numídia dirigeix el setge d'una ciutat d'ubicació desconeguda anomenada Oroscopa, cosa que porta a la caiguda del govern pro-romà que hi havia a Cartago i la instal·lació d'un altre més militarista. Els cartaginesos envien una força militar sota comandament d'Hasdrúbal el Boetarc que és derrotada, i Cartago ha de pagar una nova indemnització, aquesta vegada als númides, just quan acabava de pagar la contreta amb Roma (motiu pel qual havien donat per finalitzat el tractat amb Roma). El Senat Romà considera que aquest atac és un casus belli i inicia la guerra.[7]
- Luci Licini Lucul envia al tribú militar Publi Corneli Escipió Africà Emilià a Numídia per obtenir alguns elefants de guerra del rei Masinissa I i amic del seu avi Escipió Africà. El rei estava en guerra amb Cartago, i demana a Escipió Emilià que faci de mediador, però el romà no aconsegueix res. Escipió torna a Hispània amb alguns elefants.[8]

### Hispània
- Els romans, dirigits pel pretor Servi Sulpici Galba, en el marc de la Guerra lusitana, derroten els lusitans en una gran batalla a Hispània. Els lusitans envien ofertes de submissió a Galba que els promet deixar-los sortir de les muntanyes i donar-los terres fèrtils. Quan es dirigeixen a les terres assignades, Galba els rodeja amb les tropes i fa una carnisseria. Mata 9.000 homes i posteriorment, ven com a esclaus a la Gàl·lia 20.000 lusitans més. Només se n'escapen un nombre reduït, entre ells Viriat, un pastor decidit a venjar els fets.[9]

## Necrològiques
- Demetri I Sòter, rei selèucida de Síria. Esclata a Antioquia una revolta favorable a Alexandre I Balas i Demetri mor combatent als rebels.[10]
- Mitridates IV rei del Pont (data aproximada).[11]